# Rocky (film)
Pour les articles homonymes, voir Rocky.
Série Rocky
Rocky 2
(1979)
Pour plus de détails, voir Fiche technique et Distribution.
Rocky est un film dramatique américain réalisé par John G. Avildsen et sorti en 1976.
Écrit et interprété par Sylvester Stallone, il raconte l’histoire de Rocky Balboa, boxeur amateur italo-américain de Philadelphie, qui se voit offrir une opportunité unique de combattre pour le titre mondial face au champion en titre, Apollo Creed.
Le film explore le rêve américain à travers le parcours de son protagoniste, qui incarne la persévérance et la quête de succès malgré des origines modestes. Inspiré par un véritable combat entre Mohamed Ali et Chuck Wepner en 1975, Rocky a été produit avec un budget modeste de moins d'1 million de dollars en seulement 28 jours mais est rapidement devenu un phénomène culturel. Il a rapporté plus de 225 millions de dollars au box-office mondial et remporté trois Oscars, dont celui du Meilleur film. Ce qui en fait le film le plus rentable de l'année 1976.
Reconnu pour sa narration émouvante, sa bande originale iconique et ses performances mémorables, Rocky est considéré comme l'un des films les plus influents de l'histoire du cinéma et a donné naissance à une franchise cinématographique culte.

## Synopsis
En novembre 1975, à Philadelphie, une ville où l’ambiance industrielle et les quartiers populaires contrastent avec l’effervescence de ses monuments historiques. Robert « Rocky » Balboa, surnommé « l’Étalon italien », vit dans un petit appartement délabré dans le quartier de Kensington. Il partage son quotidien entre des combats dans des salles obscures pour quelques dizaines de dollars et son travail peu reluisant de collecteur de dettes pour un usurier du coin qui ne lui plaît guère mais qu’il accepte par nécessité.
Rocky est souvent en quête de reconnaissance. Il est ridiculisé par les autres boxeurs de sa salle d’entraînement, notamment par son ancien entraîneur, Mickey Goldmill, qui considère que Rocky a gâché son potentiel en se contentant d’une vie médiocre et qui décide de céder son casier à un boxeur « plus talentueux ».
Solitaire, il passe ses soirées à parler aux animaux de l’animalerie où travaille Adrian Pennino, une jeune femme timide et introvertie qu’il tente maladroitement de séduire. Elle est la sœur de son ami Paulie, un homme bourru et irascible, qui travaille dans une usine de viande et rêve d’exploiter la carrière de Rocky pour son propre profit.
Pendant ce temps, dans les quartiers chics de New York. Apollo Creed, champion du monde des poids lourds, prépare son prochain combat. À l’approche du 1er janvier 1976, date du Bicentenaire des États-Unis, Apollo et son équipe sont à la recherche d’un nouvel adversaire pour défendre son titre. Son combat prévu est annulé après le désistement de son rival à cause d’une blessure, et Apollo décide de transformer ce problème en opportunité médiatique. Il propose une chance exceptionnelle à un boxeur inconnu, incarnant l’esprit du rêve américain. Un outsider pourra s’élever et affronter le champion. En feuilletant les registres de boxe, il tombe sur le surnom "l’Étalon italien" et choisit Rocky, qu’il considère comme un adversaire facile, une fausse patte.
Quand l’offre d’Apollo est annoncée, Rocky est à la fois surpris et sceptique. Il accepte néanmoins, comprenant que cette opportunité unique pourrait changer sa vie. Alors que Mickey venait de renvoyer Rocky de sa salle d'entraînement, l'ancien boxeur des années 20 revient sur sa décision et décide de prendre « l'Étalon Italien » sous son aile. Ce dernier accepte non sans avoir émis quelques réticences. Rocky peut également compter sur son meilleur ami, Paulie, qui le laissera notamment s'entraîner sur des carcasses de viande dans l'entrepôt de conditionnement de viande où il travaille. Pendant son entraînement, Rocky se rapproche progressivement d'Adrian, la sœur de Paulie, qui lui apporte également tout son soutien. Bien que leurs débuts soient houleux, Mickey finit par devenir un mentor exigeant mais bienveillant, incitant Rocky à exploiter tout son potentiel. S’ensuit un entraînement intense, marqué par la célèbre scène où Rocky court dans les rues de Philadelphie. On le voit traverser le marché italien sur South 9th Street, courir le long des quais de la rivière Delaware, et surtout gravir les marches du Philadelphia Museum of Art en levant les bras en signe d’espoir à son arrivée. Ces efforts sont motivés non seulement par son désir de réussir, mais aussi par son amour grandissant pour Adrian, qui devient une source essentielle de soutien et de stabilité. Leur relation permet à Adrian de s’affirmer et de sortir de sa coquille, tandis que Rocky trouve en elle un ancrage émotionnel.

La veille du combat, le 31 décembre 1975, Rocky, rongé par le doute, se rend seul au Spectrum pour observer le ring. Sous les projecteurs éteints et dans le silence pesant de l’arène vide, il mesure l’ampleur du défi qui l’attend. Plus tard dans la nuit, il confie à Adrian ses craintes, affirmant qu’il ne cherche pas forcément à gagner, mais qu’il veut « tenir la distance » pour prouver qu’il n’est pas qu’un raté.
« Tu vois, je me suis dis que ça n’a aucune importance si jamais je perds ce match. [...] Tout ce que je veux c’est tenir la distance. [...] tu vois si à la fin du match je suis encore debout au coup de cloche, hé ben je pourrai dire que pour la première fois de ma vie, c’est sûr on dira ce qu’on voudra mais j’étais pas un p’tit loubard comme les autres. »
Le grand jour arrive, le 1er janvier 1976, l’arène du Spectrum est comble. La tension est palpable alors que le combat commence sous les yeux d’une foule en liesse et des caméras nationales. Apollo Creed fait une entrée spectaculaire, déguisé d'abord en George Washington puis en oncle Sam, incarnant le rêve américain dans toute sa flamboyance. En face, Rocky entre sobrement, conscient qu’il doit se battre pour sa dignité et son honneur.
Apollo, confiant et showman, voit ce match comme une simple formalité, mais il est rapidement surpris par la ténacité et la résilience de Rocky. Dès le premier round, Rocky réussit un exploit inattendu en envoyant Apollo au tapis en portant un puissant uppercut qui surprend le champion. Creed prend alors toute la mesure de son adversaire qui vacille mais ne jette jamais l'éponge. Ce combat épique devient une véritable guerre d’usure.
Rocky subit des coups violents mais refuse de s’effondrer, incarnant la persévérance face à l’adversité. Chaque round est un défi de survie et le public, d’abord sceptique, commence à acclamer Rocky pour son courage. Le duel atteint son paroxysme lors des derniers rounds, où les deux adversaires sont à bout de forces. Au 14e round, Rocky tombe au tapis mais se relève alors que ses hommes de coin lui conseillent de laisser tomber. Rocky s'accroche et parvient même à rester dans le match. Le 15e et dernier round fait étalage d'une pluie de coups de part et d'autre. Rocky parvient dans un ultime effort à prendre le dessus sur Creed mais la cloche de fin de match retentit.
Apollo est déclaré vainqueur par décision partagée, mais l’enjeu dépasse le simple résultat. Rocky, épuisé et ensanglanté, a prouvé sa valeur, tant à ses détracteurs qu’à lui-même. Ignorant la foule et les journalistes, il crie le nom d’Adrian. Celle-ci le rejoint sur le ring, tombent dans les bras l'un de l'autre et se disent « Je t'aime », ne se souciant pas du résultat du combat.

## Fiche technique
Sauf indication contraire, les informations mentionnées dans cette section peuvent être confirmées par la base de données cinématographiques IMDb,  présente dans la section « Liens externes ».
- Titre : Rocky
- Réalisation : John G. Avildsen
- Scénario : Sylvester Stallone
- Musique : Bill Conti
- Directeur de la photographie : James Crabe
- Montage : Scott Conrad et Richard Halsey
- Direction artistique : James H. Spencer
- Décoration : Ray Molyneaux
- Production : Irwin Winkler et Robert Chartoff

Production déléguée : Gene Kirkwood
- Sociétés de production[3] : Chartoff-Winkler Productions et United Artists[4]
- Sociétés de distribution : United Artists ( États-Unis), Les Artistes Associés et L'Atelier Distribution[4] ( France)
- Budget : entre 960 000[5] et 1,1 million de $[6]
- Pays de production :  États-Unis
- Langue originale : anglais
- Format[7] : couleur (DeLuxe) - 35 mm - 1,85:1 (Panavision) - son Mono
- Genre : Drame sportif (Boxe)
- Durée : 120 minutes ; 145 minutes (director's cut)
- Dates de sortie[8] :
  -  États-Unis : 20 novembre 1976 (première mondiale à New York) ; 3 décembre 1976 (sortie nationale)
  -  Québec : 3 décembre 1976[9]
  -  France : 25 mars 1977
- Classification[10] :
  -  États-Unis : Certaines scènes peuvent heurter les enfants - Accord parental souhaitable (PG - Parental Guidance Suggested) (certificat #24646).
  -  France : Tous publics (visa d'exploitation no 47066 délivré le 9 mars 1977)[11].
  -  Québec : Tous publics (Visa général)[9].
  -  Belgique : Tous publics (Alle Leeftijden)[12].
- Affiche : Jouineau Bourduge (France)

## Distribution
Sauf indication contraire, les informations mentionnées dans cette section peuvent être confirmées par la base de données cinématographiques IMDb,  présente dans la section « Liens externes ».
- Sylvester Stallone (VF : Alain Dorval) : Robert « Rocky » Balboa
- Talia Shire (VF : Béatrice Delfe) : Adrianna « Adrian » Pennino
- Burt Young (VF : Serge Sauvion) : Paulie Pennino
- Carl Weathers (VF : Med Hondo) : Apollo Creed
- Burgess Meredith (VF : Maurice Chevit) : Mickey Goldmill
- Thayer David (VF : Jean-Henri Chambois) : M. Jergens
- Joe Spinell (VF : Marc de Georgi) : Tony Gazzo
- Jimmy Gambina (VF : Georges Aubert) : Mike, le balayeur
- Bill Baldwin (VF : René Bériard) : un commentateur du combat
- Al Silvani (VF : N/C) : Al, le soigneur
- George Memmoli (VF : Pierre Garin) : l'employé de la patinoire
- Jodi Letizia (VF : Catherine Lafond) : Marie
- Diana Lewis (VF : Marie-Christine Darah) : la commentatrice TV
- George O'Hanlon (VF : Michel Gudin) : le présentateur TV
- Larry Carroll (VF : Albert Augier) : l'interviewer TV
- Stan Shaw (VF : N/C) : Dipper
- Don Sherman (VF : Claude Bertrand) : Andy, le barman
- Billy Sands (VF : N/C) : l'annonceur de combat du club
- Pedro Lovell (VF : N/C) : Spider Rico
- DeForest Covan (VF : N/C) : un homme du coin d'Apollo
- Simmy Bow (VF : N/C) : homme du coin au club
- Tony Burton (VF : Robert Liensol) : Duke, l'entraîneur d'Apollo
- Hank Rolike (VF : N/C) : un homme du coin d'Apollo
- Shirley O'Hara (VF : N/C): la secrétaire de Jergens
- Kathleen Parker : le rendez-vous de Paulie
- Lloyd Kaufman : un ivrogne
- Jane Marla Robbins (VF : Julia Dancourt): Gloria, la propriétaire de la boutique d’animaux
- Joe Sorbello (VF : Jacques Dynam) : Buddy, le chauffeur agressif de Gazzo (Joey Leombruno en VO)
- Christopher Avildsen (VF : Roger Lumont) : Bob, un débiteur de Gazzo
- Lou Fillipo (VF : Serge Lhorca) : l'annonceur de combat de championnat
- Frank Stallone : l'un des chanteurs de coin de rue
- Joe Frazier : lui-même

## Production

### Genèse
Le 24 mars 1975, Chuck Wepner, un boxeur semi-professionnel de 36 ans originaire de Bayonne, dans le New Jersey, monte sur le ring du Coliseum de Richfield, dans l’Ohio. Son adversaire n’est autre que le champion du monde des poids lourds, Mohamed Ali. Face à un public de 15 000 spectateurs persuadés qu’il sera rapidement mis hors de combat, Wepner déjoue toutes les attentes. Non seulement il encaisse les coups d’Ali sans faillir, mais il réalise l’exploit historique d’envoyer le champion au tapis au 9e round[réf. à confirmer]. Ce moment exceptionnel fait de lui l’un des rares boxeurs à avoir mis Ali en knockdown. Touché dans son orgueil, Ali intensifie ses attaques et parvient à mettre K.O. Wepner au 15e et dernier round. Ce combat acharné marque les esprits, mais c’est particulièrement un spectateur inattendu qui en ressort bouleversé. À plus de 1 000 kilomètres de là, dans une salle de cinéma de Philadelphie, un jeune acteur en difficulté nommé Sylvester Stallone regarde la rediffusion du match. Inspiré par la résilience et le courage de Wepner, Stallone trouve là l’idée qui changera sa vie. D'autres sources d'inspiration incluent des éléments de la vie des célèbres boxeurs Rocky Marciano, Joe Frazier et des passages tirés de l'autobiographie de Rocky Graziano, Somebody Up There Likes Me (1955).
L’année précédente, Sylvester Stallone avait terminé l’écriture d’un scénario tiré de son roman Paradise Alley (traduit plus tard en La Taverne de l’enfer). Il le propose à Irwin Winkler et Robert Chartoff, producteurs travaillant pour United Artists, qui manifestent un certain intérêt. Cependant, Stallone, alors en difficulté financière, avait déjà vendu les droits de ce scénario pour 500 dollars afin de régler un retard de loyer. Malheureusement, le nouveau détenteur des droits se montre si désagréable et arrogant que Winkler et Chartoff perdent tout intérêt pour le projet.
Lors d’une entrevue, Stallone évoque alors une autre idée. Celle d’un boxeur modeste qui se voit offrir l’opportunité unique d’affronter un grand champion. Intrigués, Winkler et Chartoff lui promettent de lire le scénario s’il parvient à le leur transmettre. Muni d'un stylo à bille Bic et d'un cahier à spirale, Stallone écrit le premier jet en trois jours et demi. Winkler et Chartoff décident de soutenir financièrement Stallone pour qu'il finalise ce scénario, avec l'assurance qu'ils seront les premiers à le voir une fois terminé.
Certains éléments de l'histoire sont changés pendant le tournage. Au départ, le ton du film devait être plus sombre, Mickey étant dépeint comme un raciste. Même la fin était différente, Rocky devait abandonner le combat après avoir réalisé qu'il ne voulait pas faire partie du monde de la boxe professionnelle[réf. à confirmer].

### Attribution des rôles
Lorsque Sylvester Stallone présente le scénario de Rocky, les producteurs Irwin Winkler et Robert Chartoff souhaitent engager une star établie pour incarner le rôle principal. Des noms comme Robert Redford, Burt Reynolds, James Caan ou Ryan O'Neal sont évoqués. Cependant, Stallone refuse catégoriquement que quiconque d’autre joue Rocky. Il tient à interpréter ce rôle, même si cela signifie perdre la vente du scénario. Il affirmera plus tard qu'il ne se serait jamais pardonné si le film avait rencontré le même succès avec quelqu'un d'autre à l'affiche. Sylvester Stallone finit par convaincre les producteurs en jouant une scène émotionnelle devant eux, mais cela ne se fait pas sans compromis. Le studio réduit le budget du film à 1 million de dollars pour limiter les risques, un montant très modeste pour l’époque[réf. nécessaire].
Pour le rôle d’Adrian, la compagne timide de Rocky, plusieurs actrices auditionnent, dont Carrie Snodgress et Susan Sarandon, mais elles sont jugées soit trop coûteuses, soit trop charismatiques pour le rôle. Talia Shire, sœur du réalisateur Francis Ford Coppola, impressionne par sa capacité à transmettre la vulnérabilité et la douceur nécessaires au personnage. Elle est rapidement choisie et sa performance contribuera grandement à l’émotion du film[réf. nécessaire].

Le rôle d’Apollo Creed, inspiré de Mohamed Ali, nécessite un acteur à la fois athlétique et charismatique. Le véritable boxeur Ken Norton est le premier pressenti pour interpréter Creed mais il se désiste. Carl Weathers, un ancien joueur de football américain, auditionne alors avec Sylvester Stallone. Lors de l’essai, Weathers critique ouvertement Stallone comme ce dernier le raconte dans une interview.
"Ensuite, nous avons fait la lecture, et il a dit : "Mon dieu, si vous me donniez un vrai acteur, je pourrais vraiment jouer." "Ce loser, c'est Rocky ?"... Puis je me suis levé, et il a littéralement enlevé sa chemise. À ce moment-là, j’ai pensé : "Oh mon dieu, je vais avoir des ennuis." Parce que, franchement, je ressemblais un peu à Winnie l’Ourson. Et lui, il ressemblait à Adonis. Il m’a collé trois coups sur le front, et j’ai dit : "[Grognement] Embauché."
Cette attitude confiante et audacieuse correspond parfaitement au personnage d’Apollo Creed, et Weathers décroche le rôle.
Le rôle de Mickey, l’entraîneur grincheux mais bienveillant de Rocky, est confié à Burgess Meredith, un acteur vétéran respecté. Son audition est mémorable, il lit une scène avec une telle intensité qu’il émeut Stallone aux larmes. Sa performance est devenue emblématique, et le personnage reste l’un des mentors les plus mémorables de l’histoire du cinéma[réf. nécessaire].
Le budget limité pousse Sylvester Stallone à engager des membres de sa propre famille pour des rôles secondaires. Son père sonne la cloche lors du combat final, tandis que son frère Frank Stallone apparaît en tant que chanteur de rue. Même le chien de Rocky, Butkus, est en réalité le propre bullmastiff de Stallone, qu’il avait vendu par nécessité pour 40 dollars afin de payer ses factures. Mais après la vente du scénario, il rachète Butkus pour 15 000 dollars, malgré les réticences du nouveau propriétaire. La piste 10 de la BO lui est dédiée.
Le manque de moyens oblige l’équipe à faire preuve de créativité. De nombreux figurants dans les scènes de foule sont des bénévoles, et certains techniciens prennent des petits rôles à l’écran[réf. nécessaire].

### Tournage
Le film Rocky a été réalisé avec un budget très restreint de 1 million de dollars, ce qui a poussé l'équipe à faire preuve d'ingéniosité. Stallone n'a pas pu engager de figurants pour certaines scènes. Les passants visibles, comme le vendeur de hot-dogs et les personnes dans les rues de Philadelphie, ne sont pas des acteurs, mais de vrais habitants filmés sans autorisations[réf. nécessaire].
Le combat d’ouverture où Rocky affronte Spider Rico a été entièrement improvisé. Stallone et Pedro Lovell n’avaient pas chorégraphié leurs mouvements, rendant la scène encore plus authentique[réf. nécessaire].
Le premier rendez-vous entre Rocky et Adrian, où elle patine accompagné de Rocky seuls dans une patinoire déserte après sa fermeture, a été conçu ainsi pour des raisons budgétaires. À l'origine, la scène devait se dérouler dans une patinoire publique bondée pendant les heures normales d'ouverture. Cependant, les producteurs ont jugé qu'ils ne pouvaient pas se permettre de recruter et gérer les centaines de figurants nécessaires pour cette configuration.
La fameuse scène où Rocky court dans les rues de Philadelphie a été tournée sans autorisation officielle. La production a simplement suivi Stallone avec une camionnette équipée d'une caméra. L’utilisation de la Steadicam sur les marches du Philadelphia Museum of Art a été une innovation majeure. Garrett Brown, dans une vidéo démo, afin de présenter son invention, avait filmé une séquence avec une comédienne au pas de course sur ces mêmes marches. À la vue de cette séquence, John G. Avildsen lui demanda où se situait cette montée de marches pour ainsi y faire monter Rocky. Sans besoin de rails ou de grues, cela a permis à l'équipe de tourner rapidement et efficacement, surtout dans des conditions de tournage guerrilla. La Steadicam sert aussi pour certains plans des scènes de combat. Elle peut d'ailleurs être aperçue aux premières loges pendant le match final. En 1976, la Steadicam était encore une nouveauté, et Rocky faisait partie des premiers films à l'utiliser après En route pour la gloire de Hal Ashby et Marathon Man de John Schlesinger, également sortis en 1976.
En raison du budget restreint, la production a dû se contenter d'une centaine de figurants pour la séquence du match, censé se produire à guichets fermés. Pour plus de crédibilité, des extraits d'un véritable match ont été utilisés pour simuler un public plus important[réf. nécessaire].
Durant le tournage, Sylvester Stallone et Carl Weathers souffrent de blessures causées par le combat final. Stallone s’est cassé une côte, tandis que Weathers est touché au nez. L'interprète de « l'Étalon Italien » doit même s'arrêter trois semaines pour récupérer[réf. nécessaire].
Pour le passage où Rocky demande à Mickey de lui ouvrir l’œil, le figurant jouant l'assistant est muni d'un faux cutter et d'un petit tube de gouache qu'il presse entre deux doigts pour simuler une petite giclée de sang[réf. nécessaire].
Pour la scène finale, les séquences sont enregistrées dans l'ordre inverse, les acteurs commençant lourdement maquillés[réf. à confirmer].

## Bande originale
Bandes originales de Rocky
Rocky II (Original Motion Picture Score)
(1979)
Rocky (Original Motion Picture Score), l'album de la bande originale de Rocky, composé par Bill Conti, est une œuvre marquante qui accompagne à la perfection l'ascension de Rocky Balboa. Cet album, sorti la même année que le film, regroupe les morceaux les plus emblématiques qui rythment les moments clés de l’histoire.
Il est sorti en vinyle aux États-Unis le 12 novembre 1976, par United Artists Records, suivi d'un CD par EMI Records le 7 novembre 1988.
Le thème principal, Gonna Fly Now, reste numéro 1 du Billboard Hot 100 pendant une semaine (du 2 juillet au 8 juillet 1977). Ce qui le place à la 21e place dans l'édition de fin d'année de Billboard datée du 24 décembre 1977. Grâce à ses compositions, il a été nommé pour l’Oscar de la meilleure chanson originale. Par ailleurs, le titre atteint la 58e place du classement des meilleures chansons de film établi par l'American Film Institute. Ce morceau est notamment devenu le générique de l'émission de radio Les Grosses Têtes de Philippe Bouvard, sur RTL.
L'album contient 13 morceaux orchestraux et vocaux qui mêlent des sonorités inspirantes, dramatiques et mélancoliques.
| Liste des morceaux | Liste des morceaux                            | Liste des morceaux                                      | Liste des morceaux | Liste des morceaux | Liste des morceaux | Liste des morceaux | Liste des morceaux | Liste des morceaux | Liste des morceaux |
| No                 | Titre                                         | Interprète(s)                                           | Durée              |                    |                    |                    |                    |                    |                    |
| ------------------ | --------------------------------------------- | ------------------------------------------------------- | ------------------ | ------------------ | ------------------ | ------------------ | ------------------ | ------------------ | ------------------ |
| 1.                 | Gonna Fly Now (Theme from Rocky)              | DeEtta Little/Nelson Pigford                            | 2:48               |                    |                    |                    |                    |                    |                    |
| 2.                 | Philadelphia Morning                          |                                                         | 2:22               |                    |                    |                    |                    |                    |                    |
| 3.                 | Going the Distance                            |                                                         | 2:40               |                    |                    |                    |                    |                    |                    |
| 4.                 | Reflections                                   |                                                         | 3:19               |                    |                    |                    |                    |                    |                    |
| 5.                 | Marines' Hymn/Yankee Doodle                   | Jacques Offenbach/Thomas Holcomb/Arrangé par Bill Conti | 1:45               |                    |                    |                    |                    |                    |                    |
| 6.                 | Take You Back (Street Corner Song from Rocky) | Frank Stallone Jr.                                      | 1:49               |                    |                    |                    |                    |                    |                    |
| 7.                 | First Date                                    |                                                         | 1:54               |                    |                    |                    |                    |                    |                    |
| 8.                 | You Take My Heart Away                        | DeEtta Little/Nelson Pigford                            | 4:46               |                    |                    |                    |                    |                    |                    |
| 9.                 | Fanfare for Rocky                             |                                                         | 2:34               |                    |                    |                    |                    |                    |                    |
| 10.                | Butkus                                        |                                                         | 2:12               |                    |                    |                    |                    |                    |                    |
| 11.                | Alone in the Ring                             |                                                         | 1:09               |                    |                    |                    |                    |                    |                    |
| 12.                | The Final Bell                                |                                                         | 1:56               |                    |                    |                    |                    |                    |                    |
| 13.                | Rocky's Reward                                |                                                         | 2:03               |                    |                    |                    |                    |                    |                    |
| 31:25              |                                               |                                                         |                    |                    |                    |                    |                    |                    |                    |

## Accueil

### Accueil critique
À sa sortie en 1976, Rocky obtient un accueil critique généralement positif dès sa sortie, devenant rapidement un classique du cinéma. Il est souvent salué pour son humanité, ses personnages bien développés et son réalisme émotionnel. Les critiques ont noté qu’il s'éloignait des films de sport classiques en se concentrant davantage sur l’histoire personnelle de Rocky Balboa que sur le sport lui-même. Le personnage de Rocky, maladroit mais attachant, a captivé le public grâce à son parcours de résilience.
Certaines critiques ont comparé Rocky à l'œuvre de Frank Capra, La vie est belle (1946), bien que des observateurs comme Andrew Sarris aient jugé ces comparaisons excessives, notant que le film est moins cynique que d'autres films de boxe. La performance de Sylvester Stallone, en tant qu’acteur et scénariste, a été encensée pour avoir insufflé de la profondeur à un héros atypique. En revanche, certains ont critiqué la réalisation de John G. Avildsen, jugée condescendante par moments, mais son traitement du combat final a été largement applaudi.
Roger Ebert du Chicago Sun-Times donne au film une note de 4 étoiles sur 4 et le BoxOffice Magazine affirme que le public pourrait être « tenté de voir Sylvester Stallone comme une nouvelle star »,,. Cependant, Vincent Canby du New York Times remet en cause les qualités d'acteur de Stallone et celles de réalisateur d'Avildsen.
L'avis du site en ligne BBC Films, associant celui du critique Almar Haflidason et un vote des internautes, est une note de 5 étoiles sur 5. Dans le livre 1001 Movies You Must See Before You Die de Steven Jay Schneider, l'auteur explique que le film est « parfois perçu comme excessivement sentimentaliste »,.
Rocky a été sélectionné pour la préservation au National Film Registry en 2006, une reconnaissance importante de son impact culturel et historique.
Avec un score impressionnant de 93 % sur Rotten Tomatoes, il est largement acclamé par la critique et considéré comme l'un des meilleurs films sportifs jamais réalisés. De plus, il figure dans la liste des 500 meilleurs films de tous les temps de Empire Magazine, et l'American Film Institute l'a classé au deuxième rang des meilleurs films de sport, juste après Raging Bull (1980).

### Box-office
Le film, mis en boite en seulement 28 jours a connu un succès colossal au box-office, rapportant 117,2 millions de dollars aux États-Unis et 225 millions de dollars à l'échelle mondiale. Ce triomphe est d'autant plus impressionnant que le budget initial du film n'était que d'environ 1 million de dollars. Avec ce résultat, Rocky s'est imposé comme l'un des films les plus rentables des années 1970, transformant Sylvester Stallone en une star internationale et lançant la saga.
Aux États-Unis, Rocky a été un phénomène culturel, s'imposant comme l'un des plus grands succès de 1976. Avec près de 55 millions d'entrées, ses performances commerciales et critiques ont consolidé sa place dans l'histoire du cinéma comme une véritable success-story. En France, bien que l'accueil ait été plus relatif, puisqu'il ne dépasse pas les 664 966 entrées (391 172 entrées lors de sa sortie initiale en 1977 et environ 273 000 entrées lors de sa ressortie en 1983 à la suite de l'énorme succès en salles de Rocky III : L'Œil du tigre sorti la même année), mais deviendra un succès en location de VHS, puis en DVD et est depuis largement diffusé à la télévision.
| Pays ou région | Box-office                       | Rang annuel |
| -------------- | -------------------------------- | ----------- |
| États-Unis     | 117 235 147 $ 54 782 000 entrées | 1er         |
| France         | 664 966 entrées                  | 57e         |
| Allemagne      | 580 671 entrées                  | 22e         |
| Espagne        | 3 469 981 entrées                | 2e          |
| Italie         | 590 000 entrées                  | 8e          |
| Total mondial  | 225 235 147 $                    | 1er         |

## Distinctions
Entre 1976 et 2018, Rocky a été nommé à 45 reprises dans diverses compétitions et a remporté 22 récompenses majeures,.
En 1977, le film décroche 10 nominations aux Oscars dans 9 catégories différentes, remportant finalement 3 statuettes.Le film obtient également 6 nominations aux Golden Globes, remportant le prix du meilleur film dramatique, et 5 nominations aux BAFTA Awards, bien qu'il n'y remporte aucun prix.
Sylvester Stallone devient la troisième personne de l'histoire du cinéma à être nommé à la fois pour l'Oscar du meilleur acteur et celui du meilleur scénario original, après Charlie Chaplin pour Le Dictateur (1940) et Orson Welles pour Citizen Kane (1941). Cet accomplissement s'étend également aux Golden Globes et aux BAFTA Awards.
Cependant, une forte concurrence vient du film Network : Main basse sur la télévision (1976), qui remporte cinq de ces six récompenses. Peter Finch, à titre posthume, pour le meilleur acteur aux Oscars, BAFTA et Golden Globes. Paddy Chayefsky pour le meilleur scénario original aux Oscars et Golden Globes. Le film Annie Hall (1977) de Woody Allen et Marshall Brickman décroche quant à lui le BAFTA Award du meilleur scénario.
Le film se classe 78e au Top 100 de l'American Film Institute de 1997, puis 57e dans sa révision de 2007. Cette même année, le personnage de Rocky Balboa se classe 7e au Top 100 des héros et méchants du cinéma américain, et sa réplique « Yo, Adrian ! » intègre le Top 100 des répliques du cinéma américain (en 2016 elle est 80e).
Il fait également partie depuis 2006 du National Film Registry, et son scénario reste en 2016, selon la Writers Guild of America, le 78e meilleur de l'histoire.

### Récompenses
| Année | Cérémonie ou récompense                                | Prix                                         | Lauréat(es)                                                              |
| ----- | ------------------------------------------------------ | -------------------------------------------- | ------------------------------------------------------------------------ |
| 1976  | Los Angeles Film Critics Association                   | Meilleur film                                | -                                                                        |
| 1976  | Kansas City Film Critics Circle Awards                 | Meilleur film                                | -                                                                        |
| 1976  | Kansas City Film Critics Circle Awards                 | Meilleur acteur                              | Sylvester Stallone                                                       |
| 1976  | National Board of Review Awards                        | National Board of Review: Top Ten Films      | -                                                                        |
| 1976  | National Board of Review Awards                        | Meilleure actrice dans un second rôle        | Talia Shire                                                              |
| 1977  | New York Film Critics Circle                           | Meilleure actrice dans un second rôle        | Talia Shire                                                              |
| 1977  | David di Donatello                                     | Meilleur acteur étranger                     | Sylvester Stallone                                                       |
| 1977  | American Cinema Editors Awards                         | Meilleur montage                             | Richard Halsey et Scott Conrad                                           |
| 1977  | Golden Globes                                          | Meilleur film dramatique                     | -                                                                        |
| 1977  | Directors Guild of America Awards                      | Meilleure réalisation                        | John G. Avildsen, Ted Swanson, Fred T. Gallo et Steve Perry              |
| 1977  | Oscars                                                 | Meilleur film                                | Irwin Winkler et Robert Chartoff                                         |
| 1977  | Oscars                                                 | Meilleur réalisateur                         | John G. Avildsen                                                         |
| 1977  | Oscars                                                 | Meilleur montage                             | Richard Halsey et Scott Conrad                                           |
| 1978  | Japan Academy Prize                                    | Meilleur film étranger                       | -                                                                        |
| 1978  | Kinema Junpō                                           | Meilleur film étranger                       | John G. Avildsen                                                         |
| 1978  | Kinema Junpō                                           | Choix des lecteurs du meilleur film étranger | John G. Avildsen                                                         |
| 1978  | Blue Ribbon Awards                                     | Meilleur film étranger                       | John G. Avildsen                                                         |
| 1988  | American Society of Composers, Authors, and Publishers | Chanson originale la plus écoutée            | Bill Conti, Carol Connors et Ayn Robbins (pour la chanson Gonna Fly Now) |
| 2006  | National Film Registry                                 | Entrée au Répertoire                         | -                                                                        |
| 2018  | Online Film and Television Association                 | Meilleur film                                | -                                                                        |
| 2023  | Online Film and Television Association                 | Hall of Fame                                 | Sylvester Stallone (pour le rôle de Rocky Balboa)                        |
| 2024  | Online Film and Television Association                 | Hall of Fame                                 | -                                                                        |

### Nominations
| Année | Cérémonie ou récompense                         | Prix                                                                                  | Lauréat(es)                                                              |
| ----- | ----------------------------------------------- | ------------------------------------------------------------------------------------- | ------------------------------------------------------------------------ |
| 1977  | Festival international du film de Valladolid    | Meilleur film                                                                         | John G. Avildsen                                                         |
| 1977  | Writers Guild of America Awards                 | Meilleur scénario dramatique                                                          | Sylvester Stallone                                                       |
| 1977  | Golden Globes                                   | Meilleure réalisation                                                                 | John G. Avildsen                                                         |
| 1977  | Golden Globes                                   | Meilleur acteur dans un film dramatique                                               | Sylvester Stallone                                                       |
| 1977  | Golden Globes                                   | Meilleure actrice dans un film dramatique                                             | Talia Shire                                                              |
| 1977  | Golden Globes                                   | Meilleur scénario                                                                     | Sylvester Stallone                                                       |
| 1977  | Golden Globes                                   | Meilleure musique de film                                                             | Bill Conti                                                               |
| 1977  | Oscars                                          | Meilleur acteur                                                                       | Sylvester Stallone                                                       |
| 1977  | Oscars                                          | Meilleure actrice                                                                     | Talia Shire                                                              |
| 1977  | Oscars                                          | Meilleur acteur dans un second rôle                                                   | Burgess Meredith                                                         |
| 1977  | Oscars                                          | Meilleur acteur dans un second rôle                                                   | Burt Young                                                               |
| 1977  | Oscars                                          | Meilleur scénario original                                                            | Sylvester Stallone                                                       |
| 1977  | Oscars                                          | Meilleur son                                                                          | William L. McCaughey, Harry W. Tetrick, Lyle J. Burbridge et Bud Alper   |
| 1977  | Oscars                                          | Meilleure chanson originale                                                           | Bill Conti, Carol Connors et Ayn Robbins (pour la chanson Gonna Fly Now) |
| 1977  | National Society of Film Critics                | Meilleure actrice dans un second rôle                                                 | Talia Shire                                                              |
| 1977  | Photoplay Awards                                | Film préféré                                                                          | Sylvester Stallone et Talia Shire                                        |
| 1978  | Grammy Awards                                   | Meilleur album tiré de la bande originale d'un film                                   | Bill Conti                                                               |
| 1978  | British Academy Film and Television Arts Awards | Meilleur film                                                                         | -                                                                        |
| 1978  | British Academy Film and Television Arts Awards | Meilleur scénario                                                                     | Sylvester Stallone                                                       |
| 1978  | British Academy Film and Television Arts Awards | Meilleure réalisation                                                                 | John G. Avildsen                                                         |
| 1978  | British Academy Film and Television Arts Awards | Meilleur montage                                                                      | Richard Halsey                                                           |
| 1978  | British Academy Film and Television Arts Awards | Meilleur acteur                                                                       | Sylvester Stallone                                                       |
| 2009  | Satellite Awards                                | Meilleur ensemble de disques Blu-Ray pour le coffret Rocky: The Undisputed Collection | -                                                                        |

## Commentaires
L’affiche visible au-dessus du ring avant le combat entre Rocky et Apollo Creed montre Rocky portant un short rouge avec une bande blanche, alors qu’il porte en réalité un short blanc avec une bande rouge. Lorsque Rocky signale cette erreur, on lui répond « Ça n’a pas vraiment d’importance, si ? ». Selon les commentaires du réalisateur John G. Avildsen sur le DVD, cette erreur était due à une confusion dans le département des accessoires, et les moyens limités du film ne permettaient pas de corriger l’affiche. Stallone a donc écrit cette courte scène pour que le public perçoive cela comme intentionnel plutôt qu’une faute.
D’autre part, Sylvester Stallone a affirmé qu’il devait à l’origine porter un short rouge avec une bande blanche, mais qu’il a changé les couleurs à la dernière minute. Une anecdote similaire concerne le peignoir de Rocky, qui était bien trop grand lorsqu’il est arrivé pour le tournage. Pour résoudre ce problème, Stallone a improvisé une ligne de dialogue où Rocky mentionne que le peignoir est trop ample.

## Influences culturelles

### Rocky Steps
La célèbre scène de Rocky où le personnage court et monte les marches du Philadelphia Museum of Art est devenue une véritable icône culturelle, incarnant l’effort, la détermination et la persévérance. La montée des "Rocky Steps", comme elles sont désormais surnommées, est une attraction incontournable pour les visiteurs de Philadelphie. En 1982, pour le tournage de Rocky 3 : L'Œil du tigre, une statue en bronze du personnage, créée par l’artiste A. Thomas Schomberg, a été installée au sommet des marches.
Cette statue a suscité des débats sur son emplacement. Bien que populaire, elle a été critiquée par certains comme une publicité plus qu’une œuvre d'art. Après le tournage, la statue a été déplacée au Spectrum (aujourd'hui détruit) avant de revenir temporairement au sommet des marches en 1990 pour Rocky V (1990) et en 2006 pour célébrer les 30 ans du film. Aujourd'hui, elle se trouve au pied des marches, permettant aux visiteurs de la photographier tout en gardant l'accès au musée.
Dick Doran, alors directeur marketing de la ville, a affirmé que Sylvester Stallone et le personnage de Rocky ont davantage contribué à l’image de Philadelphie que « n’importe qui depuis Ben Franklin »,.
La scène mythique a été parodiée de nombreuses fois dans la culture populaire. Dans Les Simpson (épisode I'm Spelling as Fast as I Can), Lisa court en haut des marches, vêtue d’un survêtement similaire à celui de Rocky. En 1996, lors du relais de la flamme olympique des Jeux de Atlanta, Dawn Staley, originaire de Philadelphie, a gravi ces marches en portant la flamme, un hommage à la symbolique de cette scène.
Cette montée est aujourd’hui un rituel pour les touristes et sportifs, souvent accompagnée par la bande-son Gonna Fly Now. Elle reste l’un des moments les plus emblématiques de la saga Rocky et du cinéma.

### Opportunisme cinématographique
Le succès phénoménal de Rocky a marqué un tournant pour Sylvester Stallone. Avec sa renommée soudaine, les distributeurs ont cherché à capitaliser sur sa popularité, ressortant d’anciennes œuvres auxquelles il avait participé avant son ascension.
En 1970, Sylvester Stallone, alors un jeune acteur inconnu, a joué dans Party at Kitty and Stud's, un film érotique à très petit budget, pour lequel il aurait été payé seulement 200 dollars. À l'époque, Stallone a accepté ce rôle par nécessité, n'ayant pas les moyens de payer son loyer. Il a plus tard affirmé qu'il n'avait eu que deux choix, accepter ce rôle ou dormir dans une station de bus.
Le succès phénoménal de Rocky en 1976 a conduit à la réédition opportuniste de ce film sous le titre The Italian Stallion (1970), en référence au surnom de Rocky Balboa. Cette décision commerciale visait clairement à exploiter la popularité soudaine de Stallone. Bien que Stallone ait renié ce projet par la suite, il a fréquemment plaisanté sur cette expérience comme étant un souvenir de ses débuts difficiles.
Un autre film, Rebel (1973), dans lequel Stallone jouait un rôle mineur, a également été ressorti après le succès de Rocky. En France, les distributeurs ont mis en avant le visage de Stallone sur l'affiche, malgré la modestie de sa participation au film.

### Documentaires
Rocky est mis en avant dans le documentaire John G. Avildsen: King of the Underdogs (2017), réalisé et produit par Derek Wayne Johnson. Ce film retrace la carrière du réalisateur oscarisé John G. Avildsen, connu pour son travail sur Rocky et d'autres classiques comme The Karate Kid (1984). Le documentaire explore son style unique et sa capacité à magnifier des histoires de personnages sous-estimés.
Plus tard, Sylvester Stallone a personnellement choisi Derek Wayne Johnson pour diriger et produire un autre documentaire, intitulé 40 Years of Rocky: The Birth of a Classic (2020). Sorti en 2020, ce film offre un regard exclusif sur les coulisses du tournage du premier Rocky. Narré par Stallone lui-même, il présente des images inédites et des anecdotes sur la création du film, montrant les défis, les improvisations et les moments marquants qui ont donné vie à cette œuvre culte.

### Influences et parodies
Ce film est devenu une icône culturelle, inspirant de nombreuses parodies et références dans des œuvres variées. Parmi les détournements les plus marquants figure Ricky 1 (1988), une comédie réalisée par William T. Naud. Ce film reprend de manière satirique les grandes lignes du scénario de Rocky, en exagérant ses clichés et situations.
Dans le premier épisode de la série L'Incroyable Hulk, intitulé Dernier Round (1978), un personnage nommé Henry Welsh, surnommé "Rocky", partage des similitudes avec le héros du film. Sparring-partner au grand cœur, il tente de percer dans la boxe tout en se retrouvant mêlé à un trafic de drogue. De même, dans l’épisode La Main droite du Seigneur (1989) de la série Code Quantum, le protagoniste Sam Beckett se retrouve dans le rôle d’un boxeur et s’entraîne sur une musique évoquant Gonna Fly Now, le thème emblématique de Rocky.
Le film italien Capitaine Malabar dit La Bombe (1982) explore également un récit inspiré, mettant en scène un boxeur déchu qui entraîne un jeune loubard. Dans un registre purement comique, Le Professeur Foldingue (1996) fait référence à Rocky lorsque Sherman Klump termine une séquence d’entraînement en haut des marches d’une université, dans une réinterprétation humoristique de la célèbre montée des marches de Philadelphie.
En 2005, l’épisode Mort sur le ring (saison 2, épisode 12) de la série Cold Case : Affaires classées évoque Rocky à travers l’histoire d’un jeune boxeur qui, inspiré par le film, persiste à tenir 15 rounds sur le ring.